# Misthos
Dans l'Antiquité, le misthos (en grec ancien μισθός / misthós, littéralement « gages, paie ») était une compensation monétaire journalière accordée à Athènes aux citoyens les plus pauvres qui occupaient une fonction publique, comme être membre de la Boulè (μισθὸς βουλευτικός / misthos bouleutikos), de l'Héliée (μισθὸς ἡλιαστικός / misthos heliastikos) ou de l'Ecclésia (μισθὸς ἐκκλησιαστικός / misthos ekklèsiastikos). Créé par Périclès, il avait pour but de permettre aux personnes les plus pauvres de pouvoir participer à la vie politique d'Athènes. C'est une institution originale de la cité d'Athènes qui était la cité la plus puissante de la Grèce antique, qui ne semble pas avoir existé ailleurs dans le monde grec antique.

## Histoire
Créée pour encourager la participation à la vie publique, cette mesure, appelée misthophorie, permet aux citoyens de condition modeste de prétendre aux charges publiques. Cette rétribution est instituée par Périclès, probablement entre 450 et 429 av. J.-C., pour les jurés des tribunaux populaires qui perçoivent un misthos de 2 oboles. Hermann Bengtson recule cette mesure pour les juges aux premières années de la Guerre archidamique (431 - 421). G. W. Bowersock la situe dans les années 445 - 441 av. J.-C..
D'après Aristote, Périclès entendait contrebalancer la popularité de son rival politique Cimon, à qui sa fortune personnelle permettait d'être très généreux avec le peuple,,. Si l'on peut voir dans les pratiques de Cimon la volonté de perpétuer d'anciennes habitudes issues du clientélisme propre à l'aristocratie, la démarche de Périclès vise à transférer dans le cadre public les dépendances privées, pour affranchir les citoyens des liens qui les rattachent aux plus riches.
À en croire Aristophane, le misthos héliastikos payé aux juges faisant partie de l'Héliée pouvait suffire pour vivre, puisqu'ils s'occupaient à cette activité 300 jours par an. D'après l'historienne française Claude Mossé, cette affirmation de l'auteur comique athénien constitue une exagération.
À l'origine, le misthos s'élève à deux oboles par jour, soit le tiers d'un salaire journalier moyen. Il est financé par le tribut des membres de la Ligue de Délos. Sous Cléon, le misthos passe à 3 oboles. L'institution est abrogée en 411 av. J.-C. à la suite de la Première Révolution oligarchique, en raison de la situation très mauvaise dans laquelle se trouve Athènes à cause de la guerre du Péloponnèse.

### Mistophorie
L'institution de la mistophorie est l'un des aspects les plus importants de l’œuvre de Périclès en matière constitutionnelle, permettant aux plus pauvres des citadins de participer à la vie publique de la ville, voire d'accéder à certaines magistratures. Cependant, la majorité des auteurs antiques se montrent critiques envers cette mesure de l'homme d'État athénien.
La mistophorie s'est étendue à d'autres activités différentes des activités judiciaires. Les bouleutes recevaient un misthos dont on ignore le montant exact au Ve siècle av. J.-C. mais au IVe siècle av. J.-C. le « misthos bouleutikos » est de cinq oboles. Les prytanes reçoivent une drachme. Par la suite, un misthos est institué pour le reste de magistratures, excepté peut-être pour les stratèges, recrutés dans la classe censitaire des pentacosiomédimnes. Les archontes reçoivent quatre oboles et il est probable que ce misthos ait été institué entre 459 et 450 av. J.-C., quand a été admis l'accès des zeugites à l'archontat. En revanche, il ne semble pas que les aréopagites aient reçu de rétribution, ce qui éclaire sur le caractère presque uniquement honorifique de leur fonction.

### Variantes
On appelle également « misthos » la solde des marins et des hoplites athéniens.